# Élections générales gabonaises de 2023
Les élections générales gabonaises de 2023 ont lieu le 26 août 2023 afin d'élire le président de la République gabonaise et les 143 membres de l'Assemblée nationale.
Le président sortant Ali Bongo est candidat à un troisième mandat consécutif. Après sa réélection controversée en 2016, à l'origine d'une violente crise post-électorale, le gouvernement et une partie de l'opposition se sont entendus en 2017 sur une série de profondes réformes constitutionnelles lors du dialogue national d'Angondjé. Une partie de ces réformes a cependant été remise en cause par une nouvelle révision constitutionnelle six ans plus tard. L'élection présidentielle de 2023 voit ainsi le passage du septennat au quinquennat — toujours sans limitation du nombre de mandats, — ainsi que la tenue simultanée de l'élection présidentielle avec les élections législatives, départementales et municipales.
Ali Bongo affronte notamment Albert Ondo Ossa, candidat unique des principaux partis d'opposition réunis au sein de la coalition Alternance 2023.
La tenue du scrutin est marquée par de graves dysfonctionnements, qui amènent l'opposition à accuser le pouvoir d'avoir délibérément organisé ces conditions de vote chaotiques afin de mettre en œuvre une fraude électorale. L'annonce de la victoire de Bongo le 30 août est instantanément suivie d'un coup d'État. Réunie au sein du Comité pour la transition et la restauration des institutions (CTRI), l'armée annule le scrutin, qualifié de « tronqué », place Ali Bongo en résidence surveillée et dissout l'ensemble des institutions. Le général Brice Oligui Nguema devient « président de la Transition ».

## Contexte

### Élection présidentielle de 2016

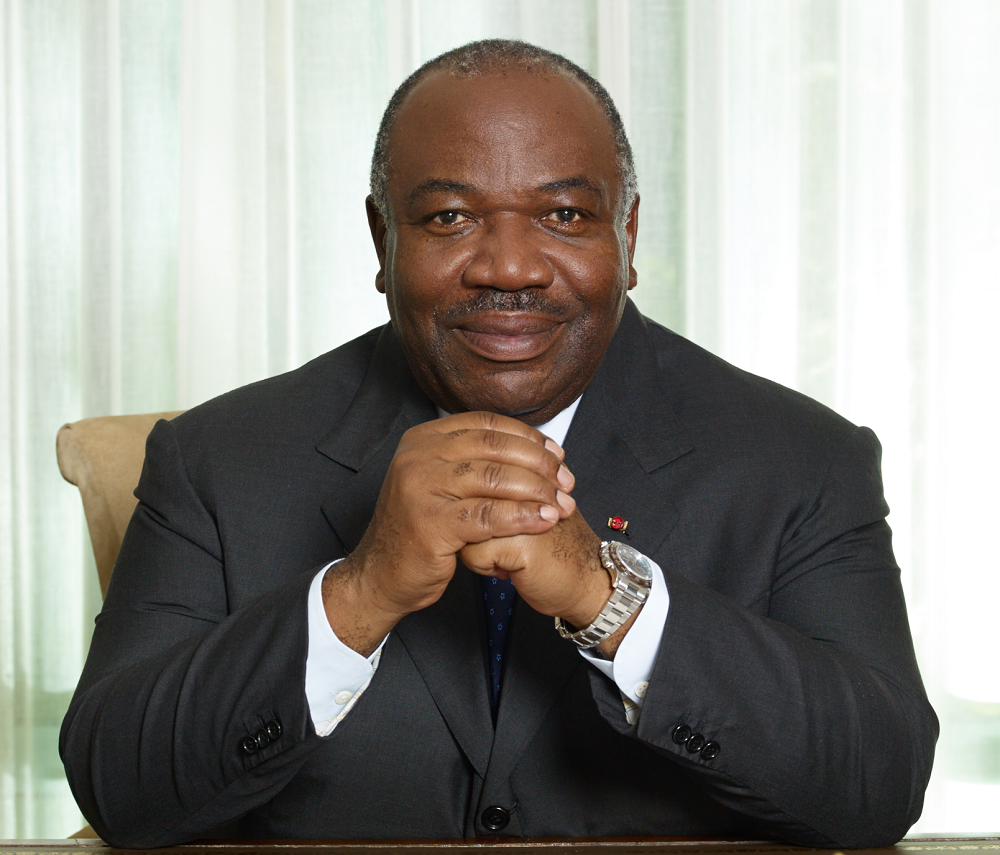
Ali Bongo (ici en 2016), président de la République depuis 2009.

La mort du président Omar Bongo en juin 2009 après 42 ans d'un pouvoir autoritaire provoque une succession dynastique à la tête de l’État, malgré le caractère républicain de la Constitution gabonaise. Son fils, Ali Bongo, est ainsi élu deux mois plus tard, après avoir pris la tête du parti de son père, le Parti démocratique gabonais (PDG).
Ce premier septennat est suivi de la candidature d'Ali Bongo à l'élection présidentielle d'août 2016, qui se révèle extrêmement serrée. Une grande partie de l'opposition réunie dans le Front uni de l'opposition pour l'alternance se rallie en effet derrière un candidat unique, Jean Ping, une première dans un pays où l'opposition est « historiquement faible, mal organisée, et souvent prête à pactiser avec le pouvoir ». Ancien directeur de cabinet puis ministre d'Omar Bongo, ainsi que le compagnon de sa sœur, Pascaline Bongo, Jean Ping apparait comme un homme « issu du même sérail » qu'Ali Bongo, mais parvient pourtant à rassembler autour d'un désir d'alternance à la tête de l'État,.
Le président sortant l'emporte par moins de 6 000 voix selon les résultats officiels, mais ces derniers sont rapidement remis en cause par l'opposition, qui accuse le pouvoir d'avoir eu recours à la fraude électorale,,. La province du Haut-Ogooué retient en particulier l'attention, les résultats officiels donnant un taux de participation de 99,93 % des inscrits contre 59,46 % au niveau national, avec 95,46 % de suffrages exprimés pour Ali Bongo contre 49,80 au niveau national,,.
La crise post-électorale se transforme rapidement en d'importantes violences opposant partisans de l'opposition et forces de l'ordre. Les premiers mettent notamment feu à l'Assemblée nationale dans la capitale Libreville, avant d'être dispersés par la garde républicaine qui tire à balles réelles. Plus de 1 000 personnes sont arrêtées, tandis que le QG de Jean Ping est pris d'assaut à l'arme lourde en pleine nuit par des militaires. Les affrontements font au moins 27 morts et des dizaines de disparus, et conduisent le gouvernement à procéder à une coupure totale du réseau internet et des réseaux sociaux, qui s'étend plusieurs semaines jusqu'au 5 septembre 2016,,,

### Dialogue national d'Angondjé
La sévère remise en cause du scrutin de 2016 aussi bien à l'intérieur du pays qu'à l'international conduit Ali Bongo à chercher à se redonner une légitimité en organisant le dialogue national d'Angondjé entre le gouvernement et une partie de l'opposition du 28 mars au 26 mai 2017. Le dialogue aboutit à la formation d'un gouvernement d'union nationale et la mise en place de plusieurs réformes politiques et institutionnelles,,. Reportées depuis deux ans, les élections législatives gabonaises de 2018 sont ainsi organisées au scrutin uninominal majoritaire à deux tours au lieu d'un, et le nombre de députés augmenté de 120 à 150. L'âge plancher de 40 ans pour être candidat à l'élection présidentielle est supprimé au profit du seul âge de la majorité (18 ans), tandis que l'élection présidentielle passe également au scrutin à deux tours. La Commission électorale nationale autonome et permanente (Cenap) est remplacée par un Centre gabonais des élections (CGE), dont le président  n'est plus nommé par la Cour constitutionnelle. Le ministère de l’Intérieur voit son rôle réduit, le CGE récupérant la mission d’annoncer les résultats électoraux. De même, les neuf juges de la Cour constitutionnelle ne disposent plus que d’un mandat unique de neuf ans, en lieu et place de mandats de sept ans renouvelables,. Très controversée pour son rôle dans l'annonce des résultats de 2016 malgré son concubinage passé avec le président de la république avec qui elle a eu deux enfants, Marie-Madeleine Mborantsuo doit à terme céder la présidence de la cour constitutionnelle.
Après plusieurs reports dû au tensions politiques dans le pays et l'incapacité du gouvernement du Premier ministre Emmanuel Issoze Ngondet à organiser le scrutin, la Cour constitutionnelle décide le 30 avril 2018 de dissoudre l'Assemblée nationale, ordonne au Premier ministre de démissionner, et confie le pouvoir législatif au Sénat jusqu'à l'organisation du scrutin. Cette décision provoque la surprise dans le pays, d'autant plus que la Cour était jugée très favorable au gouvernement d'Ali Bongo, de qui la présidente de la cour Marie-Madeleine Mborantsuo est la belle-mère. Le lendemain, Emmanuel Issoze Ngondet s'exécute et présente sa démission. Le 3 mai 2018, cependant, il est reconduit dans ses fonctions.
Le Centre gabonais des élections (CGE) organise comme prévu les élections en lieu et place de la Cenap. Bien qu'en léger recul, le Parti démocratique gabonais conserve la majorité des deux tiers au parlement avec 96 sièges sur 143.

### AVC de Bongo et tentative de coup d'État de 2019

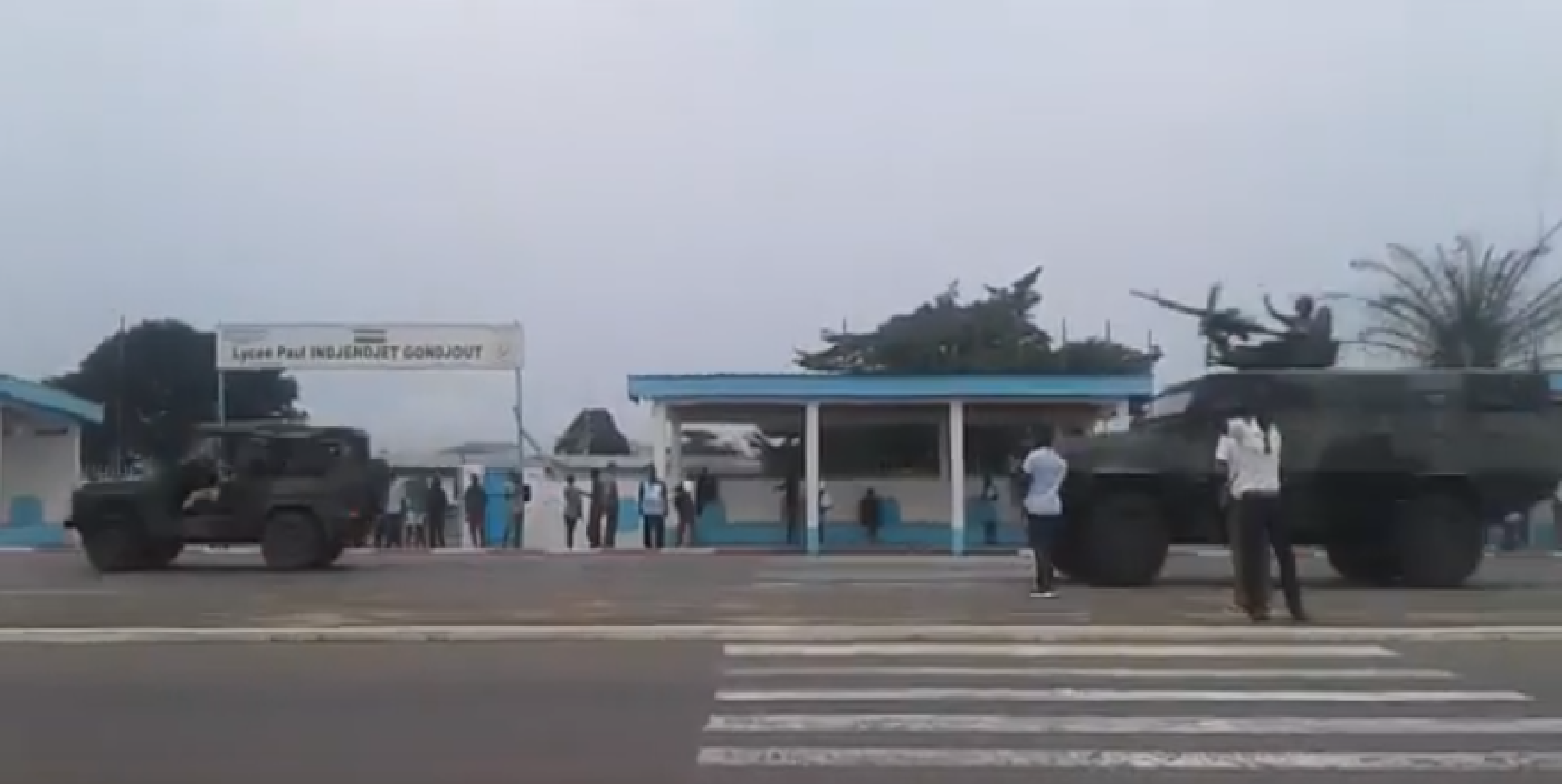
Véhicules de l'armée à Libreville lors de la tentative de coup d'État.

Les élections législatives s'avèrent cependant une déception pour l'opposition. Bien qu'en léger recul, le Parti démocratique gabonais conserve en effet la majorité des deux tiers à l'assemblée. Les résultats sont cependant éclipsés par l'annonce de l'hospitalisation surprise d'Ali Bongo en Arabie saoudite, officiellement pour une « fatigue sévère » due à du surmenage, mais que de nombreux journaux de la presse internationale avancent être la conséquence d'un accident vasculaire cérébral,,. Après une hospitalisation de plus d'un mois à Riyad, Ali Bongo est transféré le 29 novembre 2018 à l'hôpital d’instruction militaire Mohammed V, à Rabat, au Maroc, qu'il quitte le 5 décembre pour poursuivre sa convalescence dans une résidence privée à Rabat. Prétextant une « lacune » dans la constitution, la Cour constitutionnelle — toujours dirigée par Marie-Madeleine Mborantsuo — ajoute sur demande du Premier ministre Emmanuel Issoze Ngondet un alinéa à son article 13 permettant à ce dernier ou au vice-président Pierre Claver Maganga Moussavou d'exercer certaines des fonctions du président, dont la présidence du conseil des ministres.
Cette longue période d'hospitalisation et de convalescence hors du pays conduit à des débats quant à la nature de la transition politique à mettre en œuvre en cas d'incapacité du chef de l'État, tandis que de fausses annonces de son décès se multiplient et entretiennent la confusion. Le 7 janvier 2019, une unité de soldats de la garde républicaine dirigée par le lieutenant Ondo Obiang Kelly entre en mutinerie, prend brièvement le contrôle de Radio Gabon, déclare l'établissement d'un Conseil national de restauration et appelle au soulèvement. La tentative de coup d'État échoue le jour même, mais provoque un choc dans le pays, qui n'avait pas connu de telle tentative depuis le Coup d'État de 1964,.
Le président retourne au pays du 14 au 15 janvier 2019 pour assister en fauteuil roulant à l'investiture du gouvernement, avant de retourner en convalescence à Rabat jusqu'à son retour définitif le 25 mars,,. L'incertitude quant aux capacités du chef de l'État à poursuivre son mandat suscite une lutte de pouvoir entre les différents hommes forts du PDG. La crise est résolue par une modification de la constitution en décembre 2020. Cette dernière prévoit ainsi qu'une éventuelle vacance du pouvoir soit résolue par la mise en place d'un triumvirat d'intérim composé du ministre de la Défense et des présidents des deux chambres du Parlement,.
À l'issue d'un congrès organisé en décembre 2022, le Parti démocratique gabonais appelle son « candidat naturel » Ali Bongo à briguer un troisième mandat. Largement rapportée dans les médias mais restée l'objet d'un silence de la part du gouvernement, la thèse d'un accident vasculaire cérébral (AVC) intervenu quatre ans plus tôt est alors évoquée par Ali Bongo en avril 2023 devant un congrès de militant du PDG réunis pour le lancement officiel de sa candidature,.

### Nouvelle révision constitutionnelle
Le gouvernement procède peu après l'annonce de la candidature du président sortant à une nouvelle révision de la Constitution, une démarche facilitée par la détention par le Parti démocratique gabonais de la majorité qualifiée des deux tiers des membres de l'Assemblée nationale,.
Après une nouvelle concertation politique avec l'opposition — qu'une grande partie boycotte à nouveau — du 13 au 23 février, le gouvernement d'Ali Bongo se félicite d'un « consensus » et entreprend ainsi de rétablir le scrutin uninominal majoritaire à un tour pour les élections présidentielle, législatives, sénatoriales, départementales et municipales, et de faire coïncider le calendrier électoral de ces scrutins en réduisant la durée du mandat présidentiel de sept à cinq ans, tout en entérinant le caractère illimité du nombre de réélection possible de l'ensemble des élus, dont le président de la République. L'âge minimum de candidature est par ailleurs relevé de 18 à 30 ans pour le président, et abaissé de 40 à 35 ans pour les sénateurs,,,. Les élections législatives, départementales et municipales sont ainsi organisées en même temps que l'élection présidentielle le 26 août 2023,.
Le retour à un scrutin en un tour avant même que le passage à deux tours voté cinq ans plus tôt n'ait pu être appliqué lors d'une élection présidentielle est vivement critiqué par l'opposition. Un tel mode de scrutin favorise en effet le président sortant, à moins d'une candidature commune de l'ensemble de l'opposition. Au moment de la révision, cette dernière se trouve au contraire particulièrement désunie entre partisans d'une poursuite des appels à reconnaître Jean Ping comme président légitime et ceux désirant « tourner la page » de la présidentielle de 2016.
Le 6 juin, Jeune Afrique annonce en exclusivité le choix par le gouvernement de la date du 2 septembre pour la tenue de l'élection présidentielle, ce qui provoque un démenti formel du gouvernement et de vives critiques de la part de ses soutiens, qui appellent la Haute Autorité de la communication (HAC) à sanctionner l'hebdomadaire pour s'être substitué aux autorités compétentes,,,. Le 26 juin, le scrutin est finalement fixé au 26 août par le gouvernement, sur proposition du Centre gabonais des élections (CGE). Pour sa part, le journal maintient que la date du 2 septembre était envisagée mais que la commission électorale a réussi à rattraper le temps perdu, permettant ainsi la tenue du scrutin dans les délais constitutionnels.

## Mode de scrutin
Le président de la République gabonaise est élu au scrutin uninominal majoritaire à un tour pour un mandat de cinq ans, sans limitation du nombre de mandats. Les candidats doivent être âgés d'au moins trente ans, et disposer de leurs droits civiques.
L'Assemblée nationale est composée de 143 sièges pourvus pour cinq ans au scrutin uninominal majoritaire à un tour,.
Un total de 846 822 électeurs sont attendus aux urnes à l'issue de la révision du fichier électoral effectuée en 2023, dont 830 729 à l'intérieur du pays et 16 093 à l'étranger,.

### Nouvelle loi électorale
À six semaines de l'élection, à la mi-juillet, le gouvernement modifie la loi électorale, ce qui suscite l'ire de l'opposition. Les bureaux de vote ne comptent plus que deux représentants du pouvoir, deux de l’opposition et un pour les indépendants. De nombreux candidats se retrouvent ainsi dans l'impossibilité d'envoyer leurs équipes surveiller le vote ou de recevoir une copie du procès-verbal. La réforme provoque également la suppression de l'enveloppe « accolée », qui permettait de limiter les achats de votes depuis 2002 : l'électeur glissait un bulletin de vote d'un côté et tous les autres bulletins de l'autre. Face aux critiques, le Parti démocratique gabonais dénonce une attitude « populiste qui vise à créer un climat de psychose au sein de la population »,.
Enfin, les scrutins présidentiel et législatifs ont lieu via un seul et même vote. L'électeur votant pour le candidat député d'un parti dans sa circonscription vote ainsi obligatoirement pour le candidat à la présidence de ce même parti. Ce changement rend de fait impossible le choix de forces politiques différentes aux deux scrutins, ce qui l'amène à être qualifié de « violation de la séparation des pouvoirs [et] de la liberté de choix » par l'opposition, qui dépose un recours devant la Cour constitutionnelle. Ce dernier est finalement rejeté par la Cour le 14 août.

## Campagne

### Présidentielle
La campagne électorale s'étend du 11 au 25 août. Un total de 19 candidats sont retenus par le Centre gabonais des élections (CGE) sur les 27 ayant déposé leur candidature. Est notamment absent le principal opposant d'Ali Bongo en 2016, Jean Ping. Ce dernier renonce à se présenter, dénonçant un scrutin sans garantie de transparence et sans crédibilité,.
Le 9 juillet, le président sortant annonce sa candidature, portée par le Parti démocratique gabonais (PDG). Si la plupart des principaux candidats mènent déjà leur campagne depuis un an dans tout le pays, le scrutin est dominé par la candidature d'Ali Bongo, jugé favori face à une opposition désunie au vu du système électoral en un tour. Malgré une rigidité persistante d'un de ses bras et d'une de ses jambes à la suite de son AVC, celui-ci mène une intense « tournée républicaine » à travers le Gabon, multipliant les meetings et les promesses de campagne,.
En face, l'opposition apparait initialement désunie, avec notamment la participation de Paulette Missambo, de l’Union nationale (UN) d'Alexandre Barro Chambrier, du Rassemblement pour la patrie et la modernité (RPM), et de Raymond Ndong Sima, candidat indépendant, tous trois considérés comme ses principaux concurrents,,,. L'opposition finit cependant par mettre fin à ses divisions avec l'annonce le 18 août 2023 de la désignation de l'indépendant Albert Ondo Ossa comme candidat commun d'Alternance 2023, la principale plate-forme d'opposition au gouvernement. Cette dernière réunit alors les principaux partis d'opposition, totalisant six des dix-neuf candidats en lice dont les trois favoris de l'opposition, Paulette Missambo, Alexandre Barro Chambrier et Raymond Ndong Sima. Anciens ministres passés dans l'opposition, comme Albert Ondo Ossa, ils retirent leurs candidatures à son profit selon l'engagement pris avant la désignation par la plateforme du candidat consensuel. Thérence Gnembou Moutsona, du Parti du réveil citoyen (PRC), et l'indépendant Mike Jocktane, font de même,. Très critique des tractations dont il estime qu'elles manquaient de « sincérité », le candidat et dirigeant du Parti social-démocrate (PSD), Pierre Claver Maganga Moussavou, refuse quant à lui de retirer sa candidature.

### Législatives
Un total de 873 candidats sont en lice, dont 149 candidats indépendants et 724 répartis entre 99 partis. Parmi ceux-ci, 25 candidats s'affrontent dans la seule circonscription du cinquième arrondissement de Libreville, 21 dans celle du troisième et 19 dans celle du quatrième,.
Grand favori du scrutin, le Parti démocratique gabonais (PDG) d'Ali Bongo est assuré de remporter au moins sept sièges. Ses candidats sont en effet seuls à concourir dans sept circonscriptions du département de la Djouori-Agnili, dans la province du Haut-Ogooué, fief du parti. Parmi ceux-ci — tous cadres du PDG — figurent notamment le président de l'Assemblée nationale, Faustin Boukoubi, son vice-président Jean-Pierre Oyiba, le Ministre de la jeunesse et des sports Blaise Louembé, ainsi que la fille d'Ali Bongo, Malika Bongo.

## Résultats
Du fait de l'interruption du processus électoral, seuls les résultats ci-dessous de l'élection présidentielle ont été rendus publics.
| Candidats                | Candidats                       | Partis ou coalitions     | Voix    | %     |
| ------------------------ | ------------------------------- | ------------------------ | ------- | ----- |
|                          | Ali Bongo                       | PDG                      | 293 919 | 64,27 |
|                          | Albert Ondo Ossa                | A23                      | 140 690 | 30,77 |
|                          | Pierre Claver Maganga Moussavou | PSD                      | 5 178   | 1,13  |
|                          | Gervais Oniane                  | UPR                      | 3 639   | 0,80  |
|                          | Victoire Lasseni Duboze         | Indépendante             | 2 198   | 0,48  |
|                          | Emmanuel Mvé Mba                | Indépendant              | 1 412   | 0,31  |
|                          | Jean Romain Fanguinoveny        | PPG                      | 1 272   | 0,28  |
|                          | Jean Delors Biyogué Bi Ntougou  | Indépendant              | 1 266   | 0,28  |
|                          | Gérard Ella Nguéma              | FPG                      | 1 239   | 0,27  |
|                          | Axel Stophène Ibinga Ibinga     | Indépendant              | 1 124   | 0,25  |
|                          | Abel Mbombe Nzoundou            | Indépendant              | 1 057   | 0,23  |
|                          | Jean Victor Mouanga Mbadinga    | MESP                     | 1 034   | 0,23  |
|                          | Joachim Mbatchi Pambou          | UFC                      | 967     | 0,21  |
|                          | Thierry Yvon Michel N'goma      | Indépendant              | 825     | 0,18  |
|                          |                                 |                          |         |       |
| Votes valides            | Votes valides                   | Votes valides            | 457 288 | 95,34 |
| Votes blancs et nuls     | Votes blancs et nuls            | Votes blancs et nuls     | 22 364  | 4,66  |
| Total                    | Total                           | Total                    | 479 652 | 100   |
| Abstention               | Abstention                      | Abstention               | 367 170 | 43,35 |
| Inscrits / participation | Inscrits / participation        | Inscrits / participation | 846 822 | 56,65 |

## Déroulement
Les élections se déroulent en l'absence de médias étrangers, que le gouvernement refuse d'accréditer ou même de laisser entrer dans le pays. Le déroulement du scrutin est marqué par une organisation chaotique, qui voit des bureaux de vote n'ouvrir que dans l'après-midi — huit heures après l'horaire prévu — en raison de retards dans l'acheminement du matériel électoral. Les bulletins de votes en faveur du candidat Ondo Ossa sont ainsi relevés manquants dans plusieurs bureaux de vote, où se trouvent au contraire ceux des candidats s'étant désistés en sa faveur. Cette situation amène l'opposition à accuser le gouvernement d'avoir délibérément saboté l'organisation du vote à des fins de fraude électorale,.
Accusant en retour l'opposition de propager des fausses informations et des appels à la violence, le gouvernement annonce dans la soirée l'instauration d'un couvre-feu de 19h à 6h, la fermeture des frontières du pays, et la coupure de l'accès à internet jusqu'à nouvel ordre,. La Haute autorité de la communication (HAC) interdit également aux médias France 24, RFI et TV5 Monde de diffuser dans le pays, ceux-ci se voyant reprocher un « manque d'objectivité et d'équilibre » dans le traitement de l'information. Le gouvernement déploie par ailleurs des forces de sécurité autour des domiciles de plusieurs dirigeants de l'opposition, dont Francky Meba Ondo, vice-président du mouvement REAGIR, qui est arrêté de manière arbitraire le 29 août sans qu'un motif ne soit fourni.
Le président du Centre gabonais des élections annonce finalement les résultats le 30 août à 3 heures du matin, proclamant Ali Bongo élu avec 64 % des voix, devant Albert Ondo Ossa avec 30 %, pour un taux de participation de 56 %,.

## Coup d'État

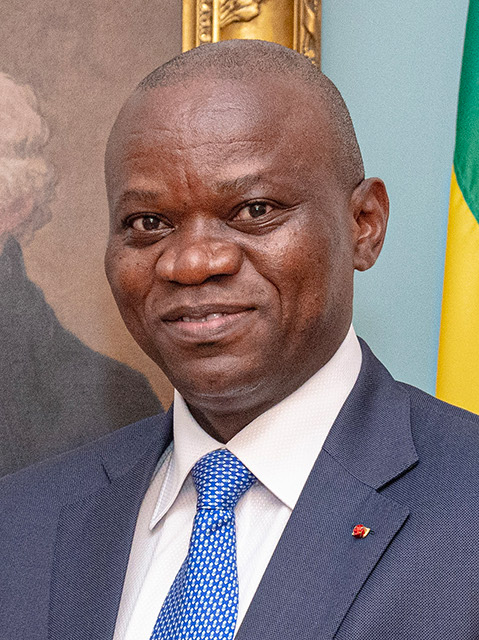
Brice Oligui Nguema

L'annonce des résultats est immédiatement suivie d'un coup d'État. Une douzaine de militaires de plusieurs corps des Forces armées gabonaises déclarent sur la chaîne de télévision Gabon 24 l’annulation des élections et la dissolution des institutions. Qualifiant les résultats du scrutin de « tronqués », ils annoncent la mise en place d'un Comité pour la transition et la restauration des institutions (CTRI), afin de mettre « fin au régime en place ». Ali Bongo est placé en résidence surveillée,. L'annonce suscite une liesse populaire dans la capitale Libreville ainsi que dans d'autres villes dont Port-Gentil. Si Internet est rétabli, les militaires maintiennent les frontières fermées. Le putsch reçoit le soutien de la majorité de l'opposition et d'une partie de l'ancienne coalition au pouvoir.
La coalition Alternance 2023 adresse initialement ses remerciements à la junte militaire au nom de la « Patrie reconnaissante », appelle au dialogue avec l'armée, et lui demande de reprendre le dépouillement des voix, son porte-parole Mike Jocktane affirmant que celle-ci a été témoin de « la large victoire du professeur Albert Ondo Ossa ». Le 31 août, cependant, la junte annonce son intention de faire nommer le général Brice Oligui Nguema président de la Transition. Confronté au refus des militaires de rendre immédiatement le pouvoir aux civils, Ondo Ossa qualifie le putsch de « révolution de palais » permettant au clan Bongo de se maintenir au pouvoir, Oligui étant par ailleurs un cousin du président déchu, sa mère faisant partie de la famille Bongo.
Comme annoncé, Brice Oligui Nguema prête serment le 4 septembre 2023 au palais présidentiel de Libreville en tant que président de la Transition
,, en présence des juges de la Cour constitutionnelle, du Premier ministre, de la vice-présidente et des présidents des deux chambres parlementaires sortants. Lors de son discours d'investiture, il promet de rendre le pouvoir aux civils lors d'élections « libres, transparentes, crédibles et apaisées », mais après une transition dont il ne précise pas la durée, au cours de laquelle il annonce vouloir organiser un référendum sur une nouvelle constitution, afin d'établir des institutions « plus démocratiques » et « respectueuses des droits humains »,. Le 7 septembre, il nomme Raymond Ndong Sima Premier ministre de la transition.
Le 11 septembre, Oligui Nguema nomme l'ancien ministre de l'Intérieur et membre du PDG Jean-François Ndongou, président de l'Assemblée nationale de transition et Paulette Missambo, cadre de l'A23, présidente du Sénat.